# Jean de Reszke
Jean de Reszke, pseudonimo di Jan Mieczysław Reszke (Varsavia, 14 gennaio 1850 – Nizza, 3 aprile 1925), è stato un tenore e insegnante polacco naturalizzato francese.

## Biografia

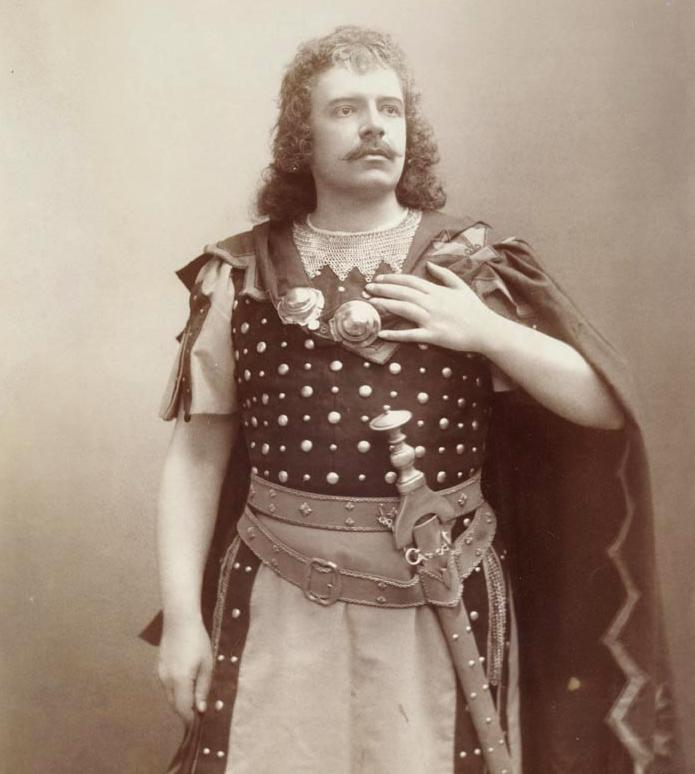
De Reszke nel ruolo di Sigfrido nell'omonima opera di Wagner

Apparteneva a una famiglia di melomani; furono cantanti lirici anche il fratello Édouard (1853-1917), basso, e la sorella Josephine (1855-1891), soprano. Dopo aver studiato canto al conservatorio di Varsavia (Uniwersytet Muzyczny Fryderyka Chopina) con il tenore italiano Francesco Ciaffei (1819-1894), Jean de Reszke si perfezionò poi a Milano con il baritono Antonio Cotogni.
Debuttò come baritono nel 1874 al Teatro La Fenice di Venezia, con lo pseudonimo italiano di "Giovanni de Reschi", interpretando Alfonso nella Favorita di Gaetano Donizetti. 
Lo stesso anno cantò al Drury Lane di Londra come Alfonso (La Favorita di Donizetti), Valentino (Faust di Gounod) e come protagonista nel Don Giovanni di Mozart. 
Al Theatre Royal di Glasgow nell'ottobre del 1874 è Richard, Coeur de Lion in Talisman di Michael William Balfe con Italo Campanini (tenore) per l'Her Majesty's Italian Opera, in novembre il protagonista in Don Giovanni (opera) e Valentin in Faust. 
Fu il fratello Édouard, persuaso che Jean fosse un tenore, a consigliargli di studiare con Sbriglia a Parigi (1876); dopo tre anni di studio nel 1879, col nome d'arte francese di Jean de Reszke, debuttò al Teatro Real di Madrid come tenore, nella parte del protagonista in Roberto il diavolo di Meyerbeer, ma con scarso successo.
Nei successivi cinque anni cantò quasi esclusivamente in concerti. Nel 1884 fu convinto da Maurel e Massenet a interpretare la parte di Giovanni Battista nella prima rappresentazione al Théâtre italien de Paris dell'Hérodiade diretto da Gialdino Gialdini; il successo convinse Massenet a completare Le Cid tenendo conto proprio delle caratteristiche vocali di De Reszke, che infatti lo interpretò con successo all'Opéra nella prima mondiale (30 novembre 1885). Da allora, per circa 15 anni, fu probabilmente il più popolare tenore, soprattutto nei paesi anglosassoni. La sua voce era giudicata di eccezionale bellezza ed egli la coloriva con molta bravura; la musicalità e fraseggio erano considerati impeccabili. Nel 1887 fu Radames nella prima stagione curata dall'impresario Augustus Harris al Drury Lane; nel 1888 debuttò al Royal Opera House, Covent Garden come Vasco de Gama nell'Africana di Meyerbeer. 
Da allora in poi cantò quasi ogni anno a Londra, a Parigi e al Metropolitan di New York.
Ancora al Covent Garden nel 1888 e Radames in Aida, Riccardo in Un ballo in maschera, il protagonista in Faust, Raoul in Les Huguenots ed il protagonista in Lohengrin (opera), nel 1889 Walther von Stolzing in Die Meistersinger von Nürnberg e Roméo in Romeo e Giulietta (Gounod), nel 1890 Don Josè in Carmen (opera), Phoebus in Esmeralda di Arthur Goring Thomas con Nellie Melba e Jean de Leyden in Le prophète e nel 1891 il protagonista in Otello (Verdi).
Per il Metropolitan Opera di New York debutta nel novembre 1891 come Lohengrin a Chicago con il fratello Edouard e poi Romeo in Romeo e Giulietta, Raoul de Nangis in Les Huguenots con Emma Albani e Sofia Scalchi, Otello (Verdi) e Faust, in dicembre Radames in Aida con Lilli Lehmann, nel 1892 Jean of Leyden in Le prophète, Vasco de Gama ne L'Africaine e Walther von Stolzing in Die Meistersinger von Nürnberg diretto da Anton Seidl, nel 1893 Don José in Carmen diretto da Luigi Mancinelli con Emma Calvé, nel 1894 il protagonista in Werther (opera) e Lancelot in Elaine di Herman Bemberg con la Melba, nel 1895 Des Grieux in Manon (Massenet) diretto da Enrico Bevignani con Mario Ancona e Tristan in Tristan und Isolde con Giuseppe Kaschmann, nel 1896 il protagonista in Sigfrido (opera), nel 1897 Don Rodrigue in Le Cid di Jules Massenet, nel 1899 Siegfried ne Il crepuscolo degli dei diretto da Franz Schalk ed ha cantato al Met fino al 1901 in 339 recite.
Ancora a Londra nel 1892 è Lancelot in Elaine, nel 1894 Werther, nel 1896 Tristan in Tristan und Isolde, nel 1897 Sigfrido nell'opera omonima e nel 1898 Sigfrido ne Il crepuscolo degli dei cantando al Covent Garden fino al 1900.
Nel 1904, ammalato, si ritirò dalle scene; trascorse il resto della sua vita ad insegnare canto, prima a Parigi e poi a Nizza.

## Repertorio
| Ruolo                 | Titolo                          | Autore        |
| --------------------- | ------------------------------- | ------------- |
| Richard Coeur de Lion | Il talismano                    | Balfe         |
| Lancelot              | Elaine                          | Bemberg       |
| Don José              | Carmen                          | Bizet         |
| Alfonso IX            | La favorita                     | Donizetti     |
| Phoebus               | Esmeralda                       | Goring Thomas |
| Faust Valentino       | Faust                           | Gounod        |
| Romeo Montecchi       | Romeo e Giulietta               | Gounod        |
| Canio/Pagliaccio      | Pagliacci                       | Leoncavallo   |
| Don Rodrigo           | Le Cid                          | Massenet      |
| Giovanni Battista     | Hérodiade                       | Massenet      |
| Des Grieux            | Manon                           | Massenet      |
| Werther               | Werther                         | Massenet      |
| Roberto               | Roberto il diavolo              | Meyerbeer     |
| Raoul de Nangis       | Gli ugonotti                    | Meyerbeer     |
| Jean de Neyde         | Il profeta                      | Meyerbeer     |
| Vasco da Gama         | L'Africana                      | Meyerbeer     |
| Don Giovanni          | Don Giovanni                    | Mozart        |
| Figaro                | Il barbiere di Siviglia         | Rossini       |
| Riccardo              | Un ballo in maschera            | Verdi         |
| Don Carlo di Vargas   | La forza del destino            | Verdi         |
| Radamès               | Aida                            | Verdi         |
| Otello                | Otello                          | Verdi         |
| Lohengrin             | Lohengrin                       | Wagner        |
| Tristano              | Tristano e Isotta               | Wagner        |
| Walther von Stolzing  | I maestri cantori di Norimberga | Wagner        |
| Sigfrido              | Sigfrido                        | Wagner        |
| Sigfrido              | Il crepuscolo degli dei         | Wagner        |